# سبيل وكتاب عبد الرحمن كتخدا
سبيل وكتاب عبد الرحمن كتخدا أحد أهم معالم شارع المعز (القاهرة)، وهو سبيل وكُتّاب شيده الأمير عبد الرحمن كتخدا على طراز يمزج بين العمارة العثمانية والمملوكية.

## تعريف
- المنشئ : الأمير عبد الرحمن كتخدا.
- تاريخ الإنشاء : ( 1157هـ -1744م )
- الموقع : عند تلاقى شارعين أحدهما قصبة القاهرة-شارع المعز حالياً- حيث النشاط التجارى المتميز والآخر شارع تمبكشية.
- رقم تسجيل الأثر : 21.

## التخطيط العام
المسقط الأفقي يتكون من سبيل يعلوه كتاب وأسفله صهريج لحفظ المياه يربط بين هذه المستويات سلم داخلي.

## الوصف المعماري
تتكون حجرة السبيل من مساحة مربعة تحوى بكل من أضلاعها الجنوبية الشرقية والجنوبية الغربية والشمالية الغربية ثلاث دخلات بواقع دخلة بكل ضلع معقودة بعقد نصف دائرى، وتحوى كل دخلة شباك للتسبيل من النحاس المسبوك وبأرضية شباك حوض رخامى مستطيل، اما الضلع الشمالي الشرقي فيحوى باب الدخول لحجرة السبيل من الدركاه تجاوره خزانة حائطية يعلوها شباك يشرف على السلم المؤدى إلى الكتاب، يغشى جدران السبيل تجميعات رائعة من البلاطات الخزفية العثمانية الطراز وأهم ما يميزها أنها تتضمن لوحة خزفية تمثل الكعبة المشرفة .
وسقف غرفة التسبيل خشبى ذو زخارف ملونة قوامها الأطباق النجمية واجزاءها ويرتكز على إزار ذى حنايا ركنية ووسطية مقرنصة غير ممتدة .
أما الكتاب فيعلو حجره السبيل ويتوصل اليه من السلم الموجود أمام الدركاه ويتكون من مساحة مربعة لكل من اضلاعاها الجنوبية الشرقية والجنوبية الغريبة والشمالية الغربية ثلاث بائكات بواقع بائكة بكل ضلع تتكون من عقدى حدوة فرس ويرتكزان على ثلاثة أعمده رخامية وشغل داخل كل عقد بدرابزين من خشب الخرط ويسقف الكتاب سقف خشبى ذو زخارف ملونة .
ويوجد خلف البائكات الثلاث الحجرية ممر بسقف خشبى بنفس الزخارف السابقة ولهذا الممر ثلاث واجهات كل واجهة منها عبارة عن بائكة خشبية تتكون من خمسة عقود نصف دائرية ترتكز على أعمدة خشبية ويغشى أسفل هذه الواجهات الخشبية الثلاث حجاب من خشب الخرط يعلوه صف من البائكات المعقودة .
يقع مدخل السبيل في الواجهة المطلة على الشارع الجانبى وهو يحتل الركن الشرقي من الواجهة الجنوبية الشرقية ويبرز عنها قليلا وهو في دخلة على جانبيها مسطبتان تعلوهما عضادتين خاليتين من النصوص أو الزخارف ويتوجها عقد مدائنى شغل جانباه من الداخل بحطات من المقرنصات ويحدد هيئة كتلة المدخل والمستطبتين جفت لاعب ذو ميمات .
بُني بأسلوب يجذب انتباه المارّين خلال شارع المعز، ولذا فالمبنى مفتوح من ثلاثة نواحي. ويتكون من شطرين، الشطر الجنوبي ذو طابقين ويحتوي السبيل والكُتّاب، والشطر الشمالي غير مُسجل ويُستخدم شُقق إسكان عادية.

## معرض صور

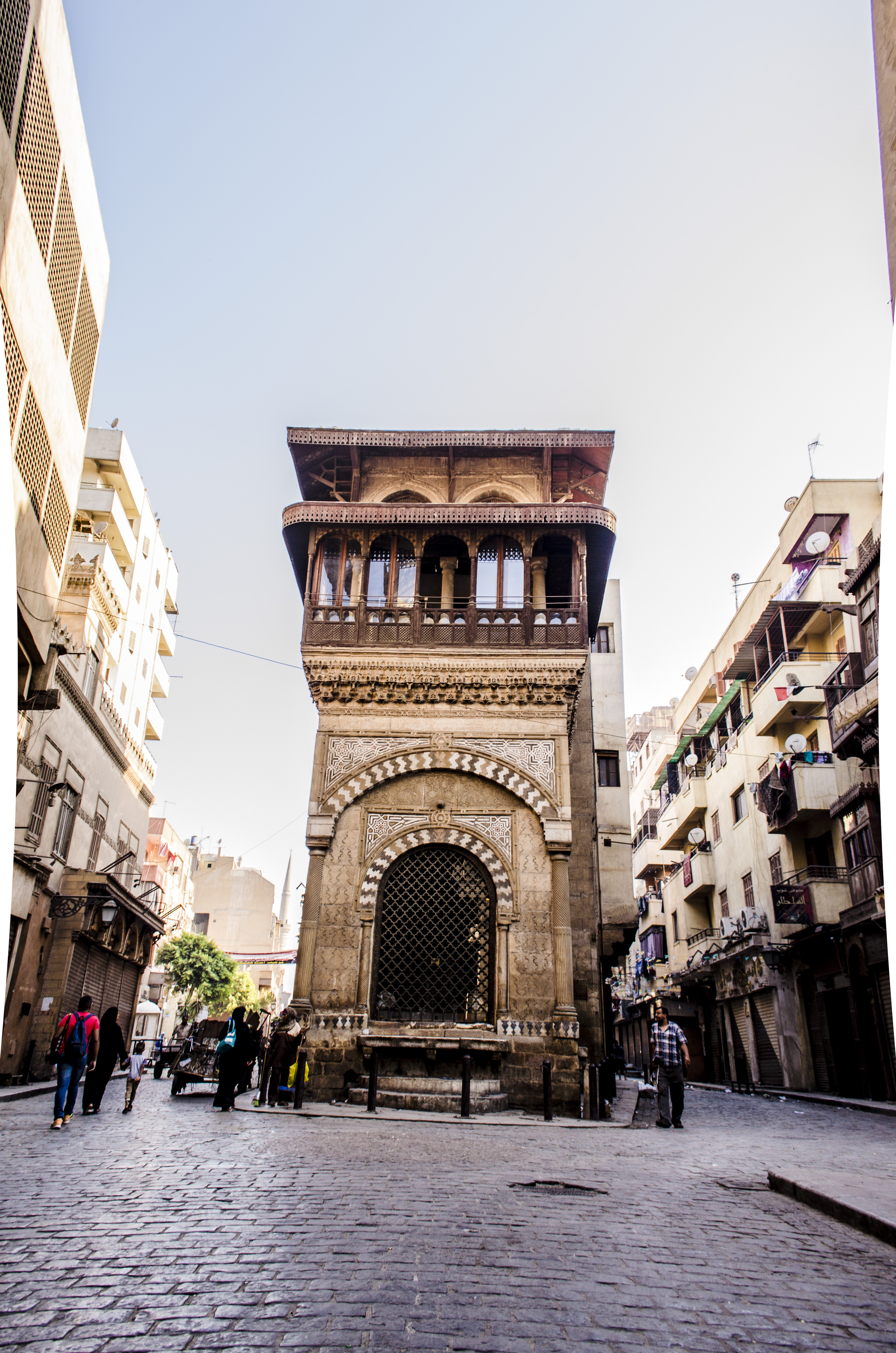
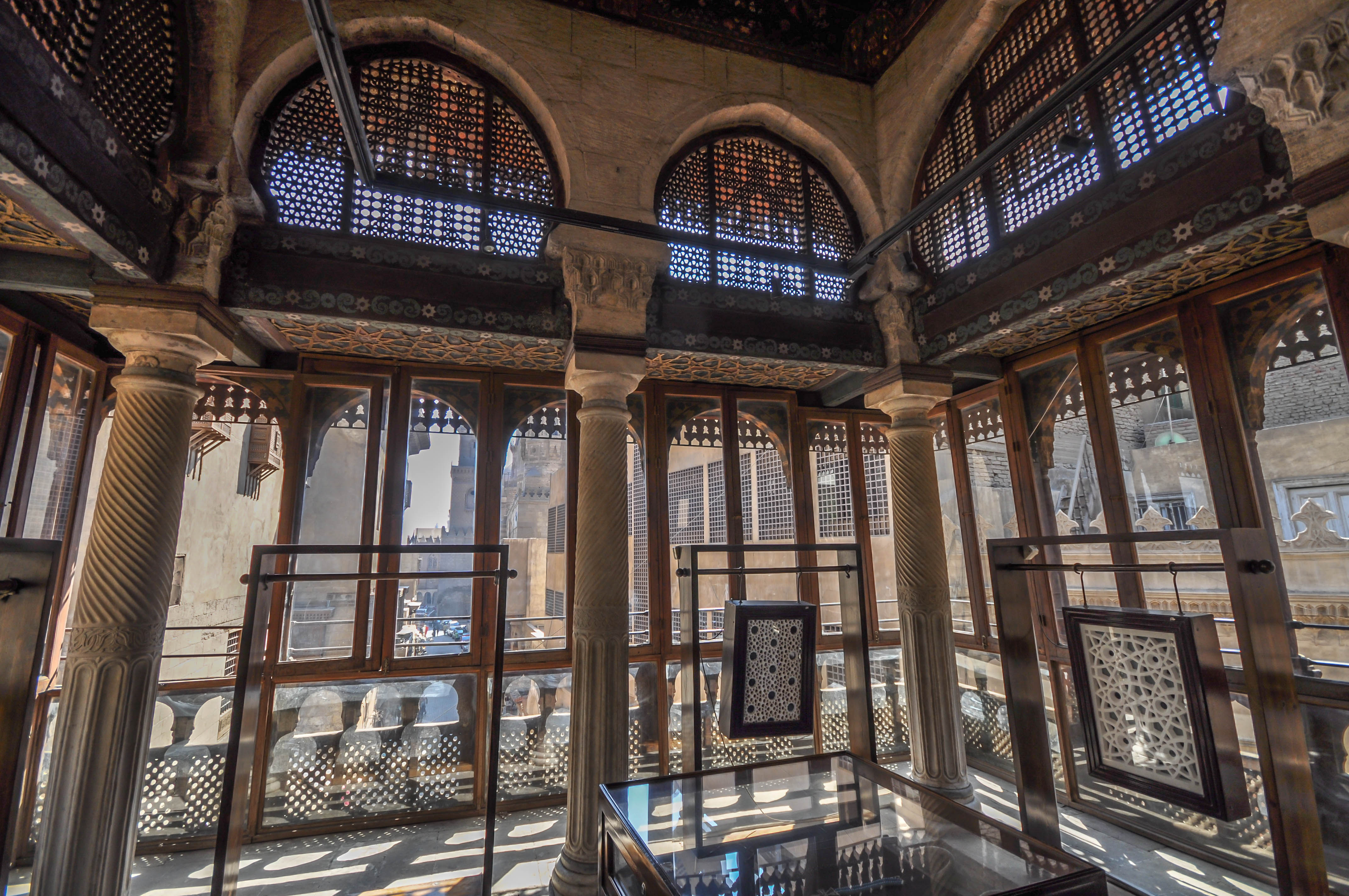
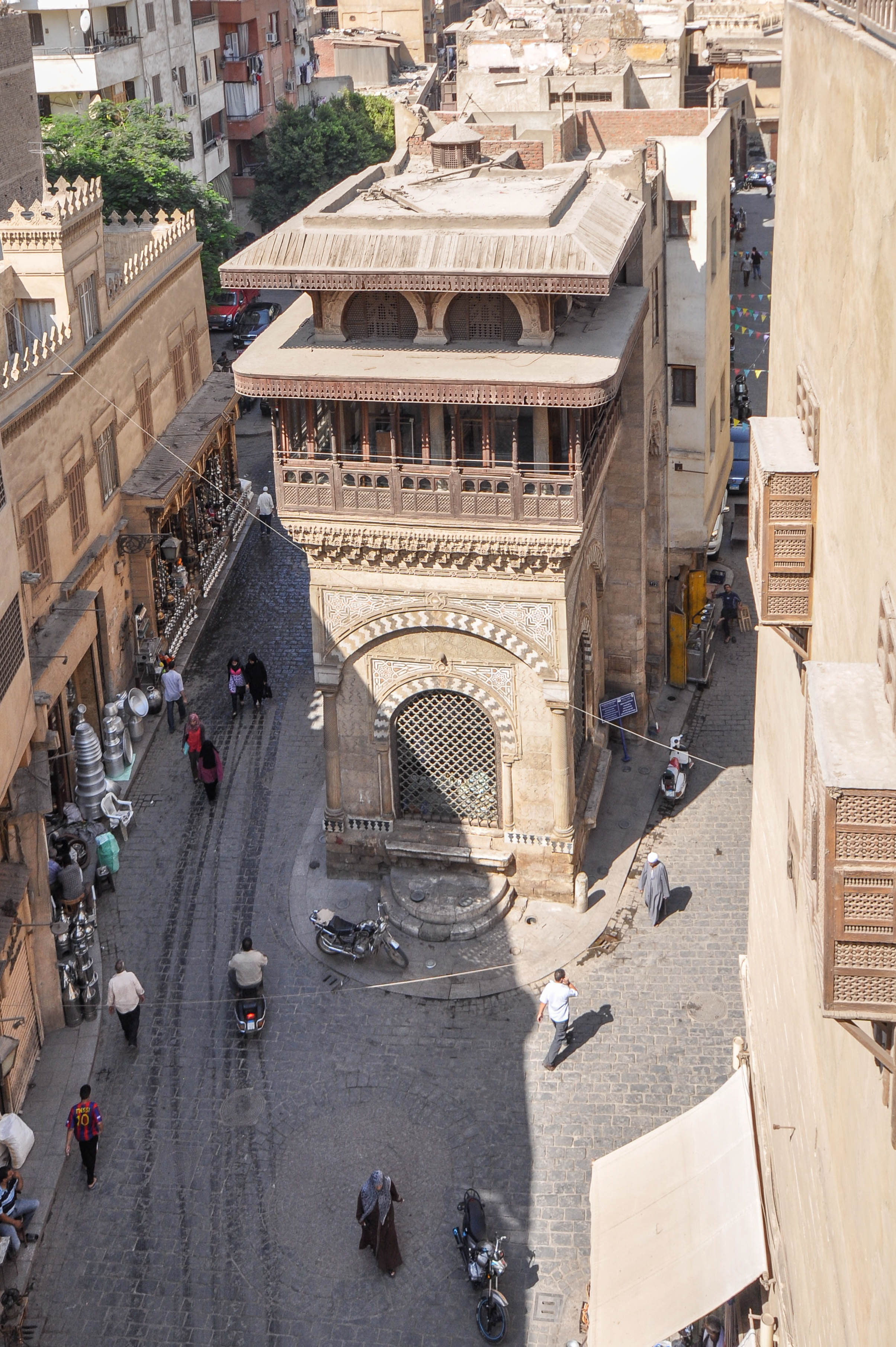
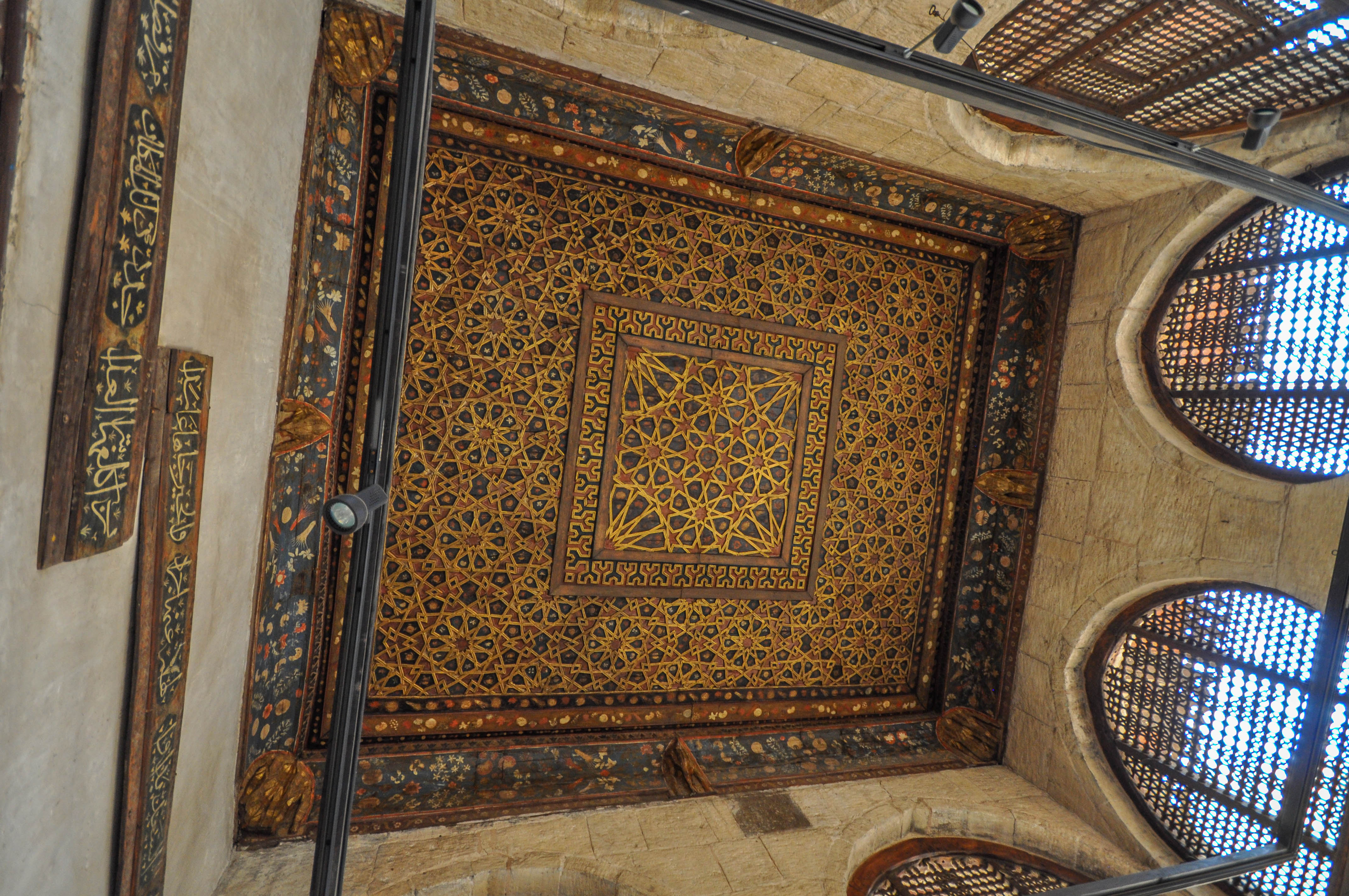
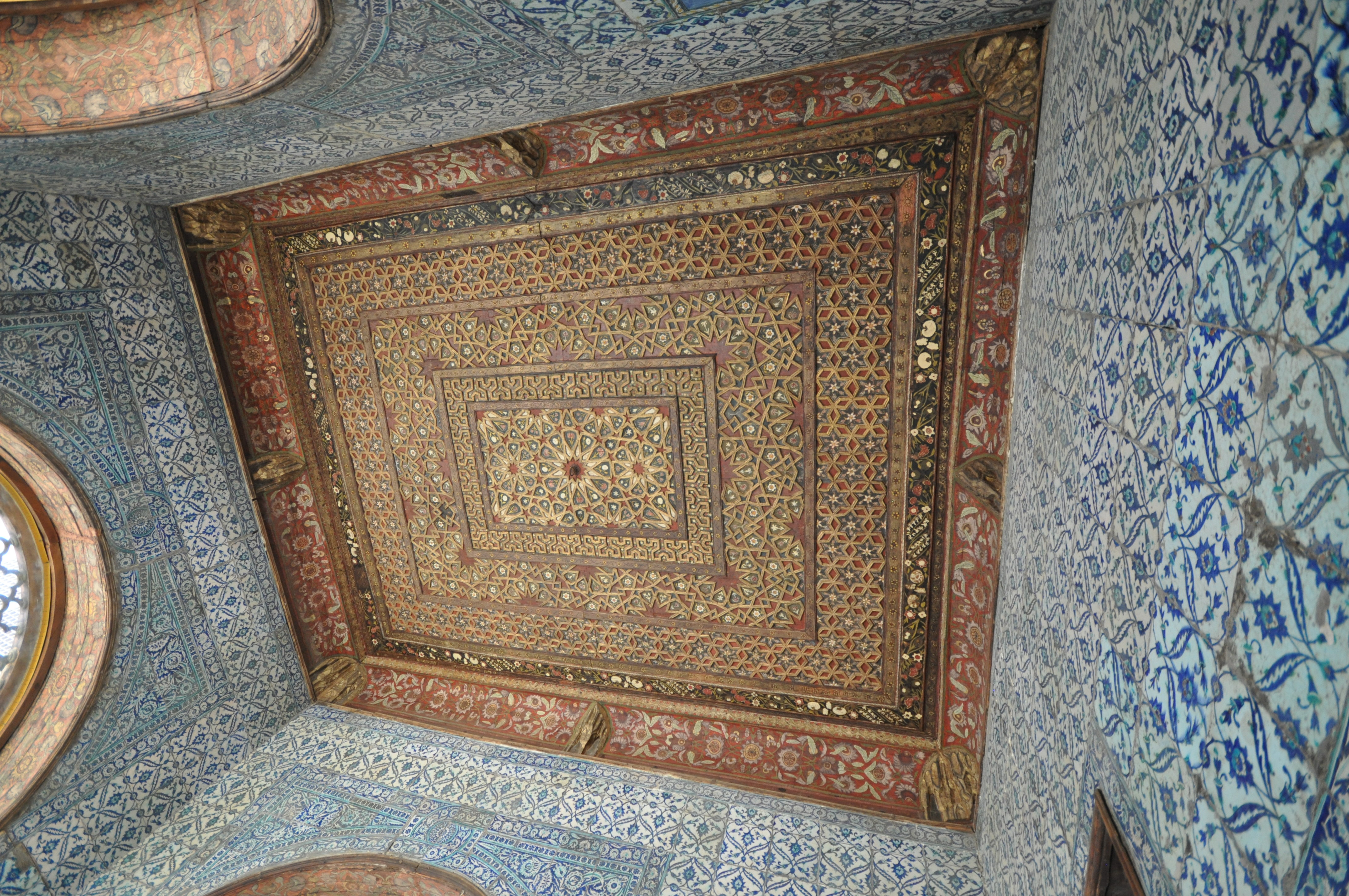
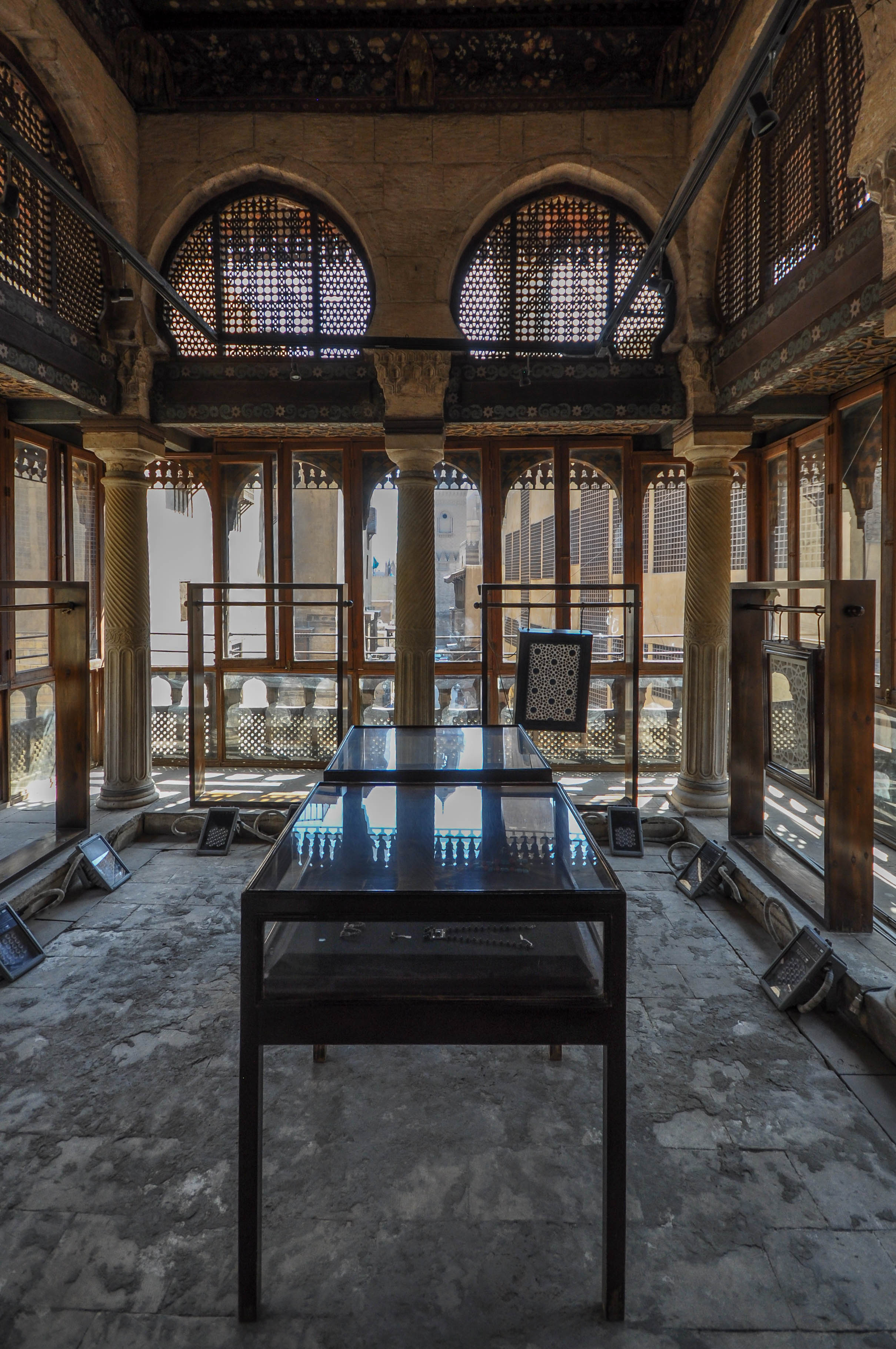
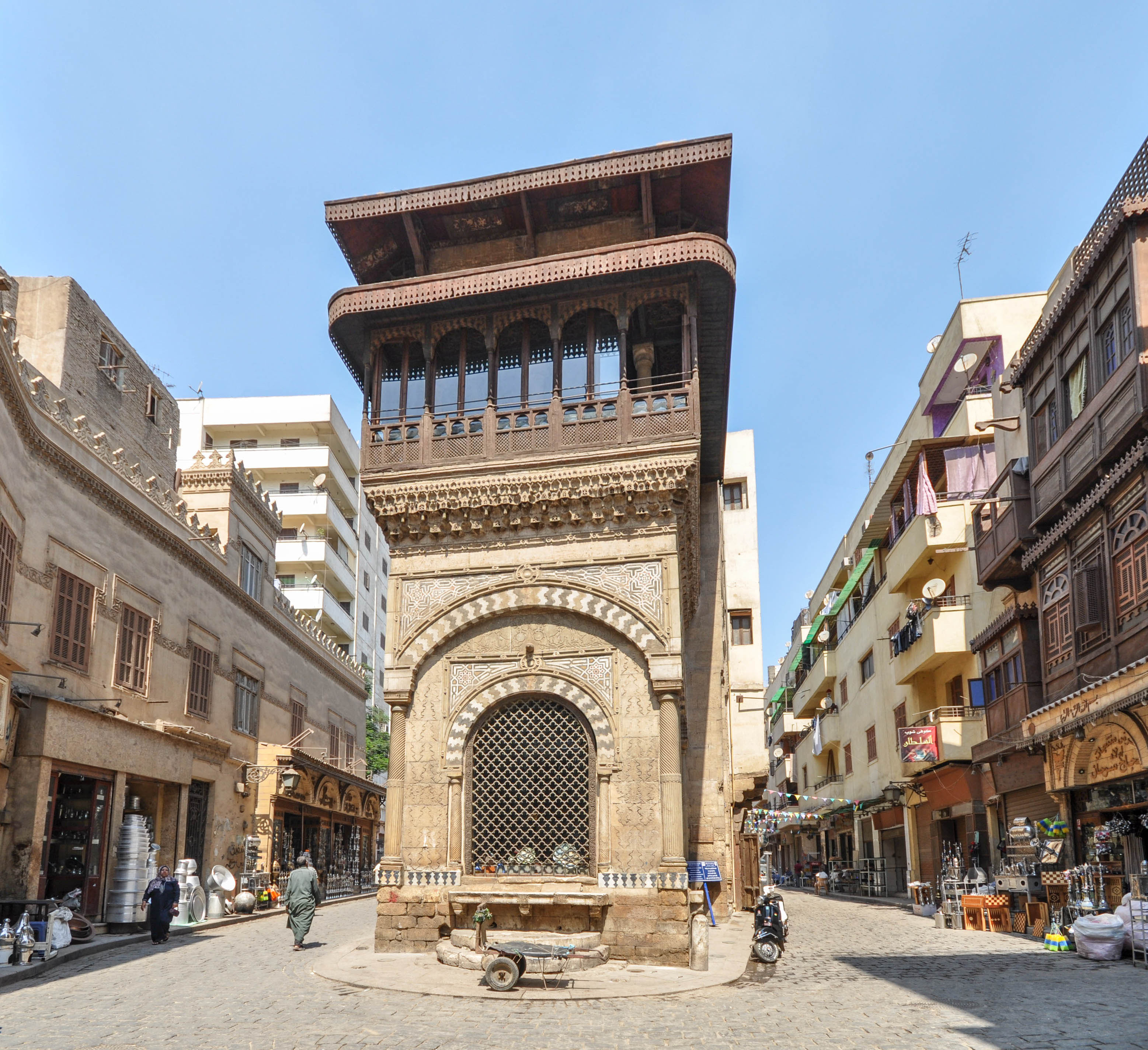
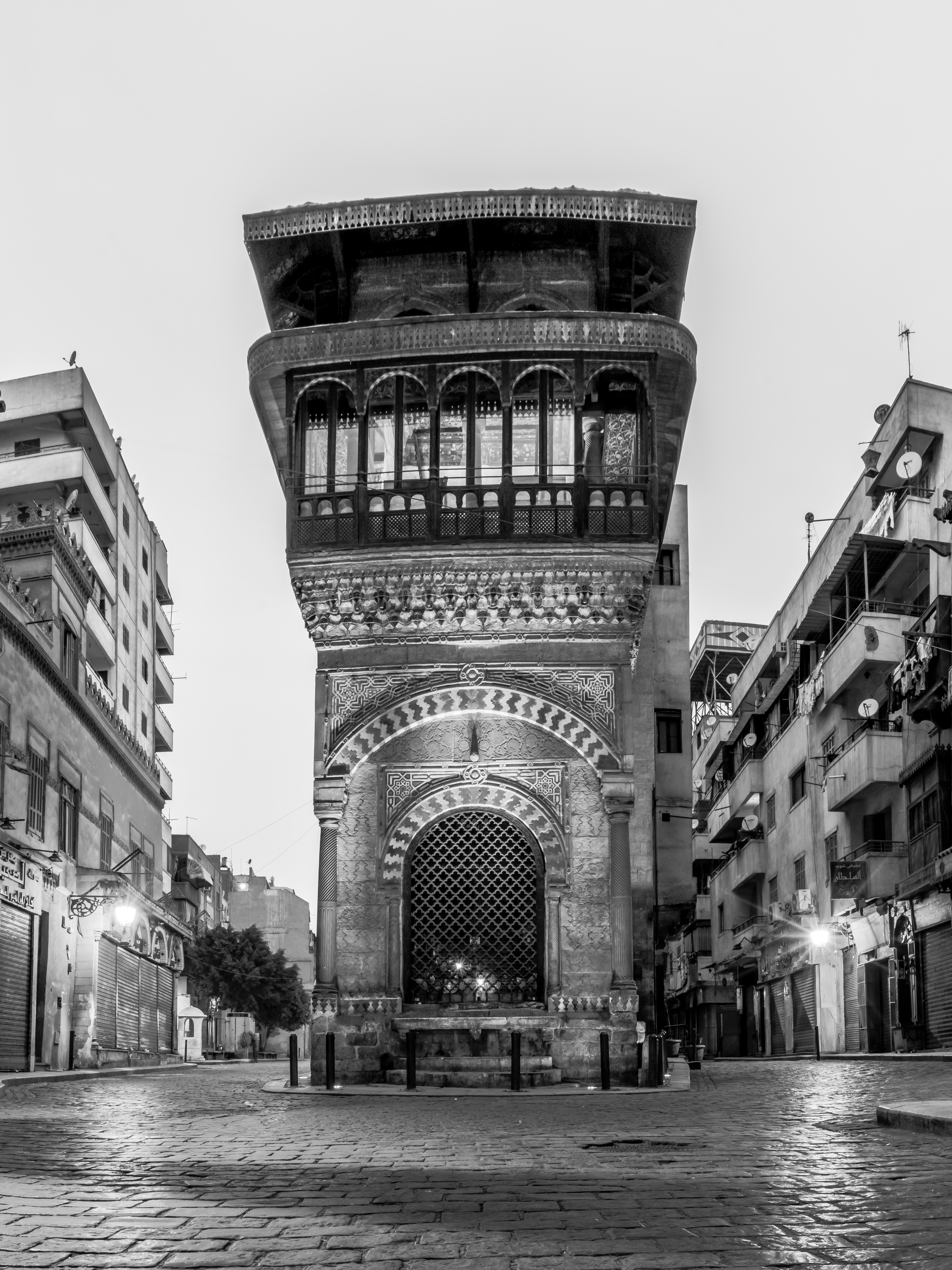
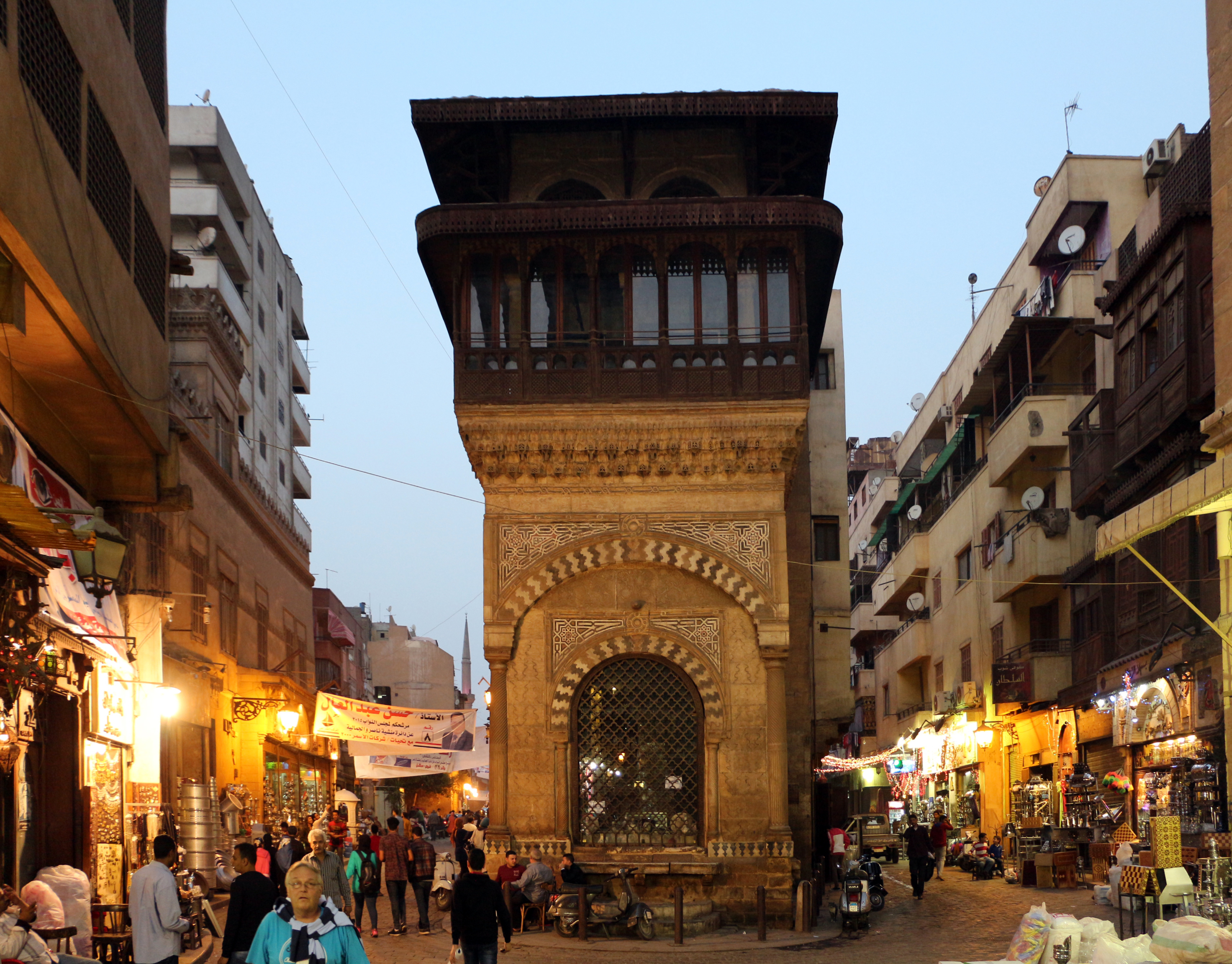
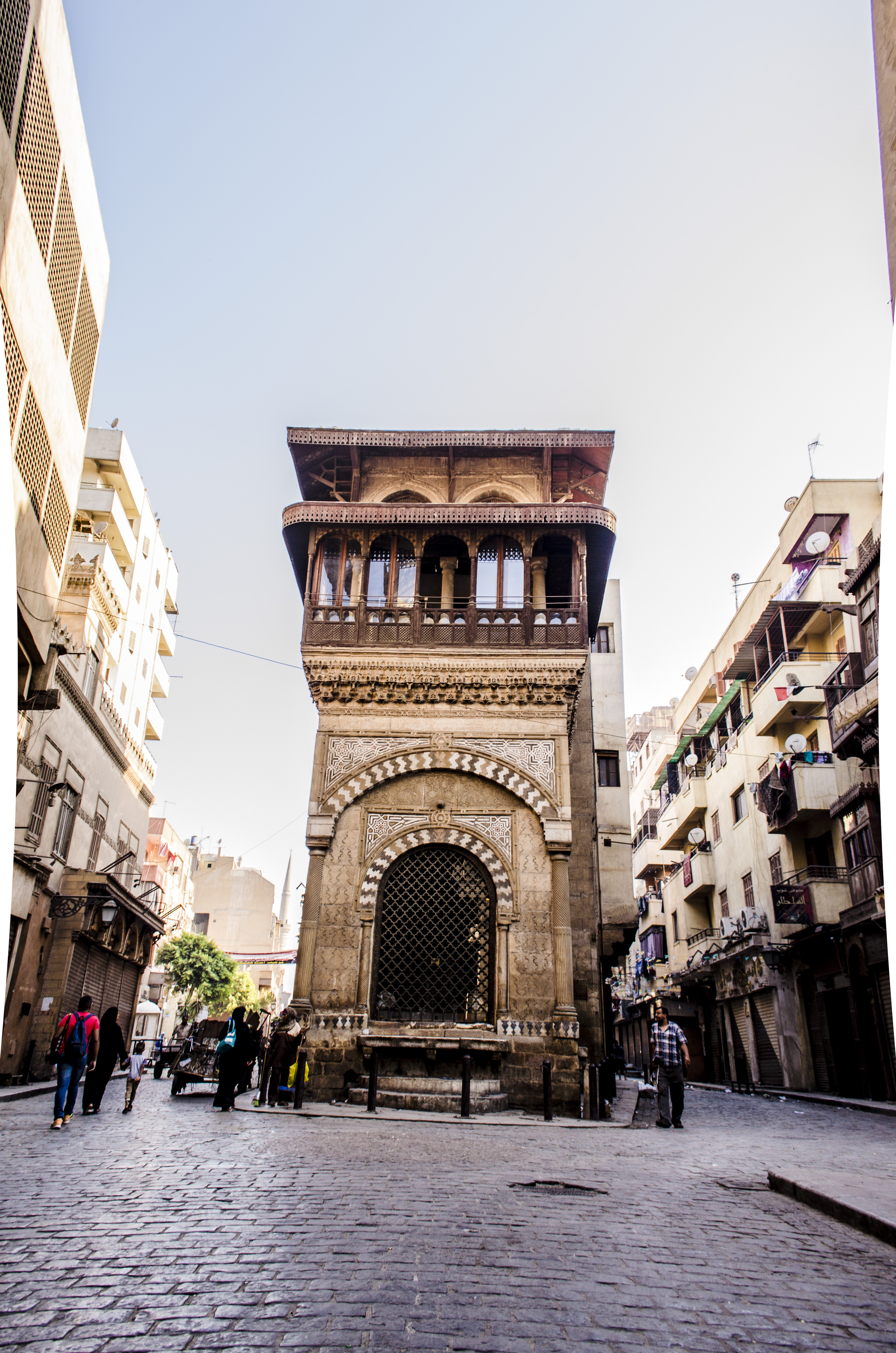
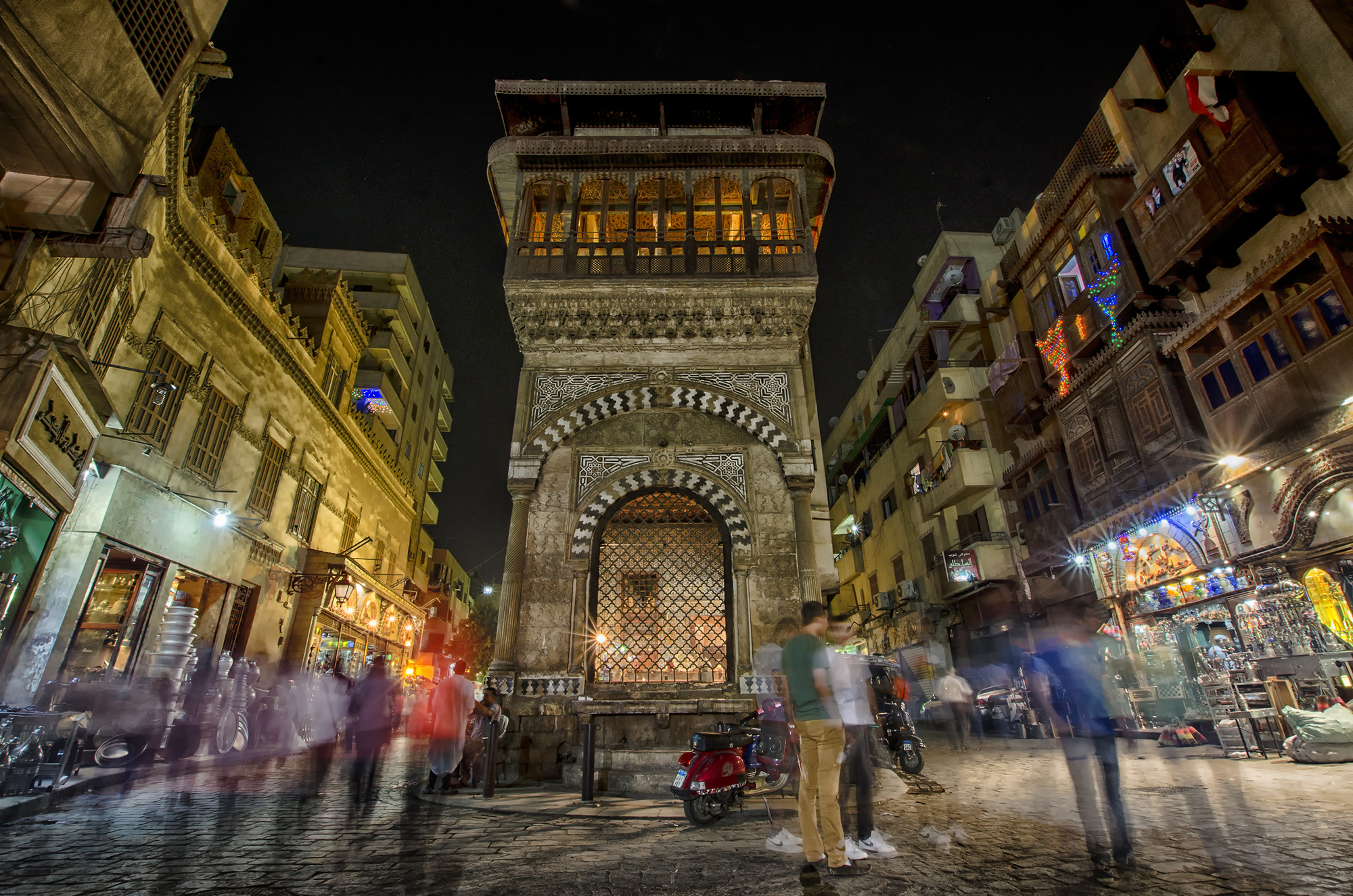
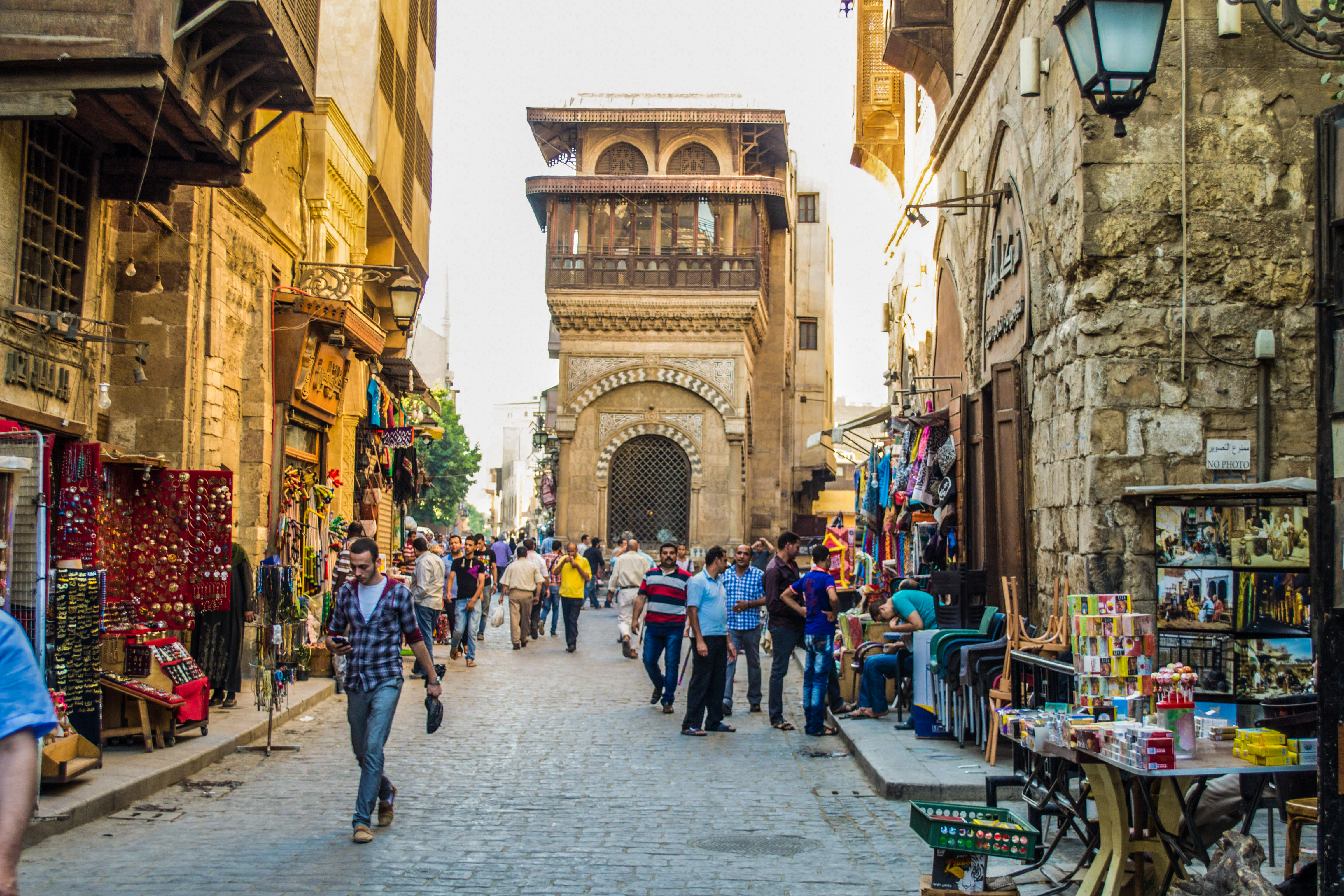
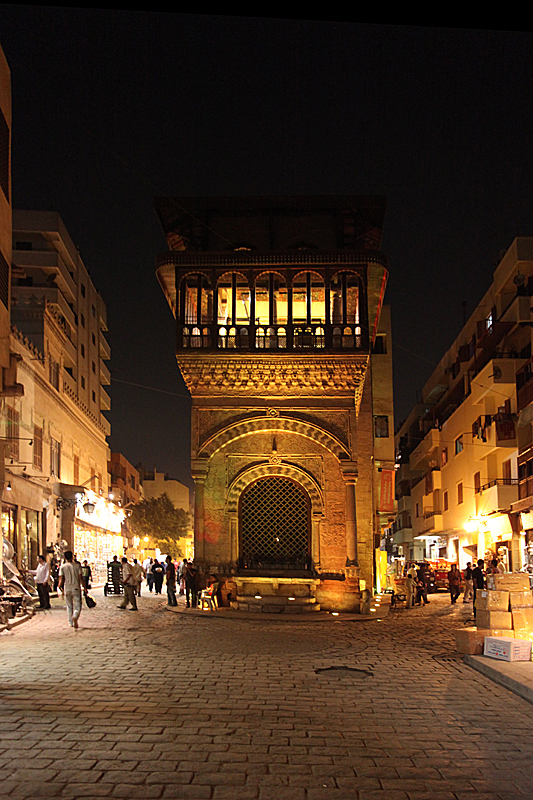
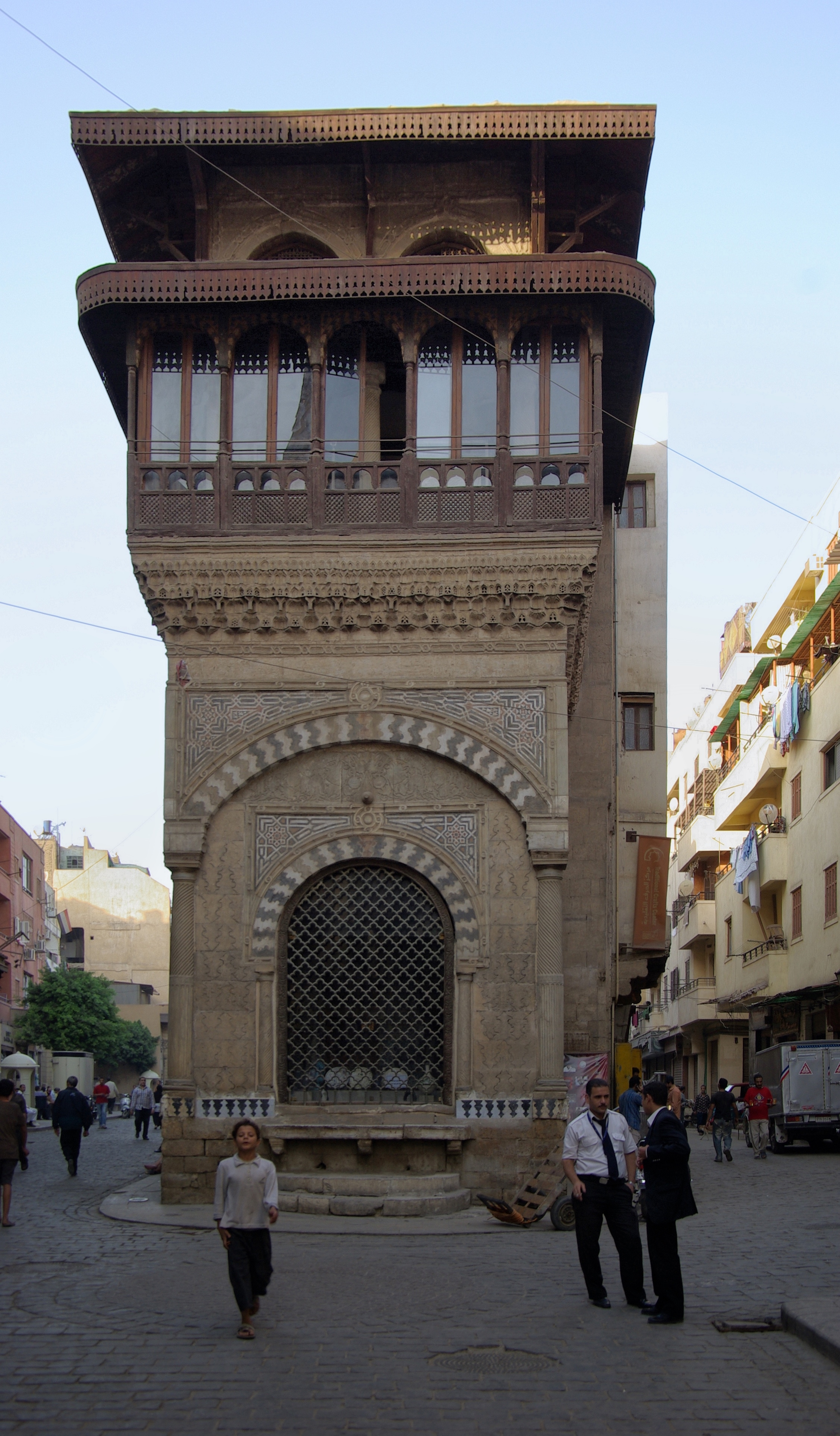
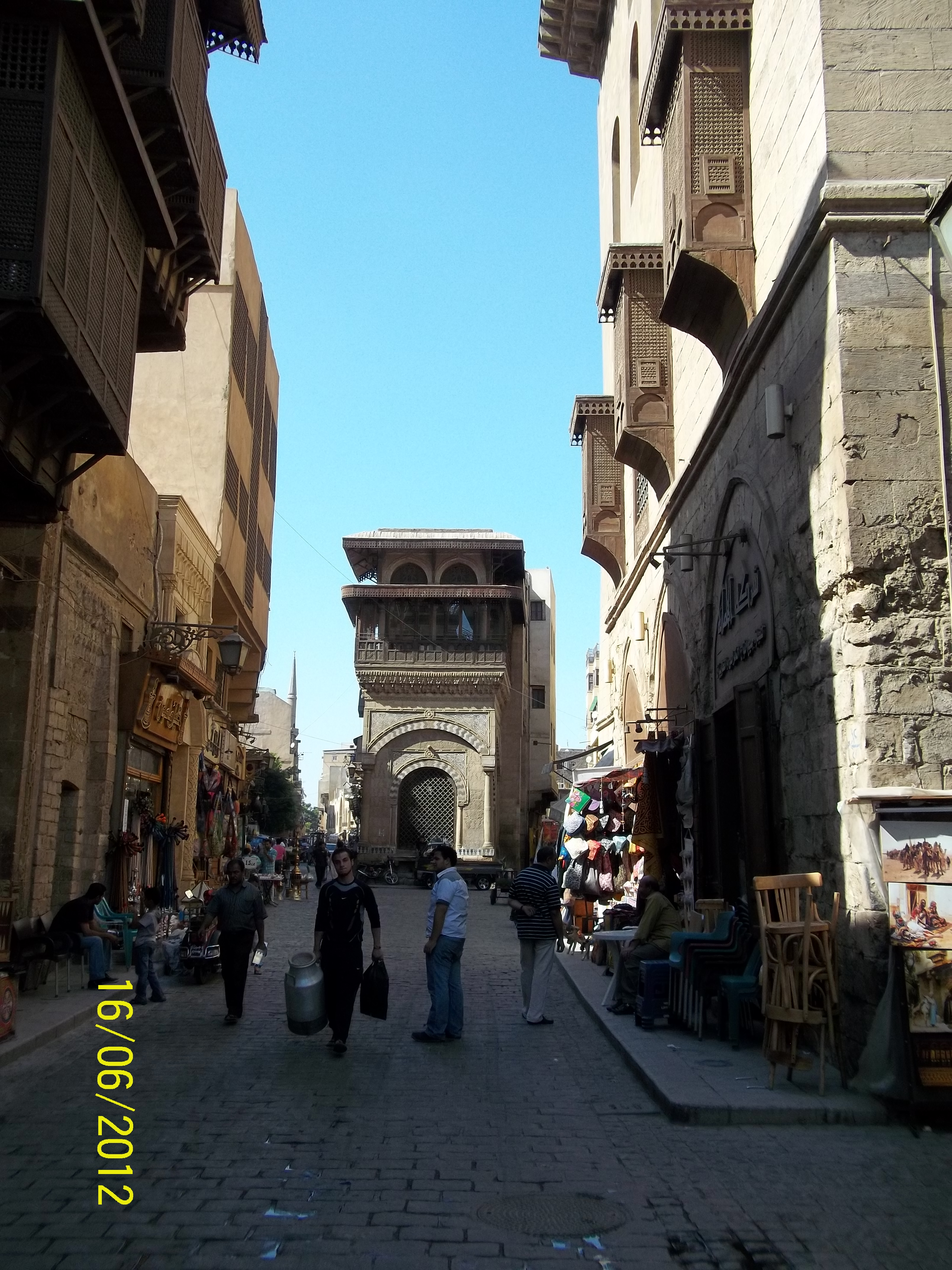
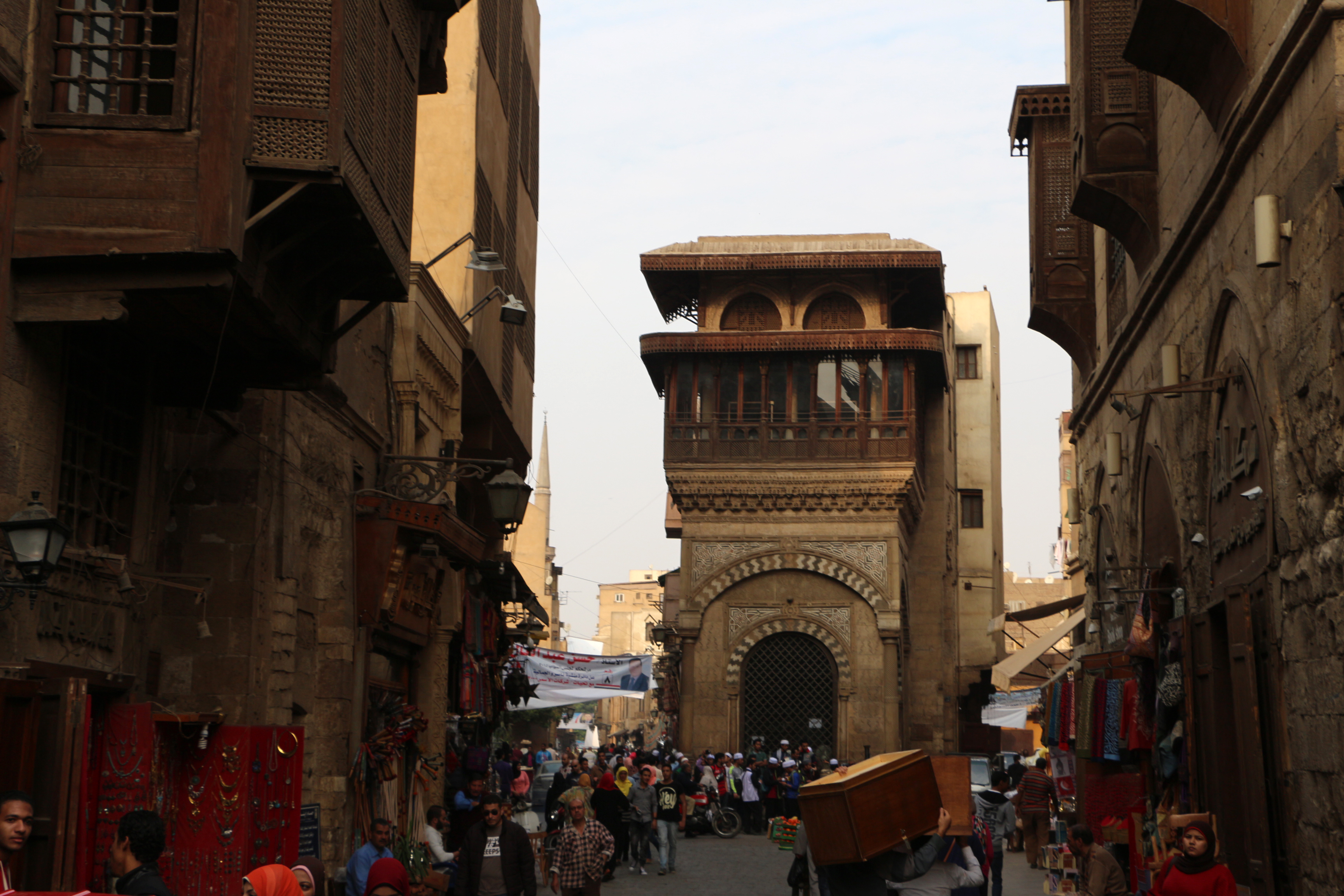
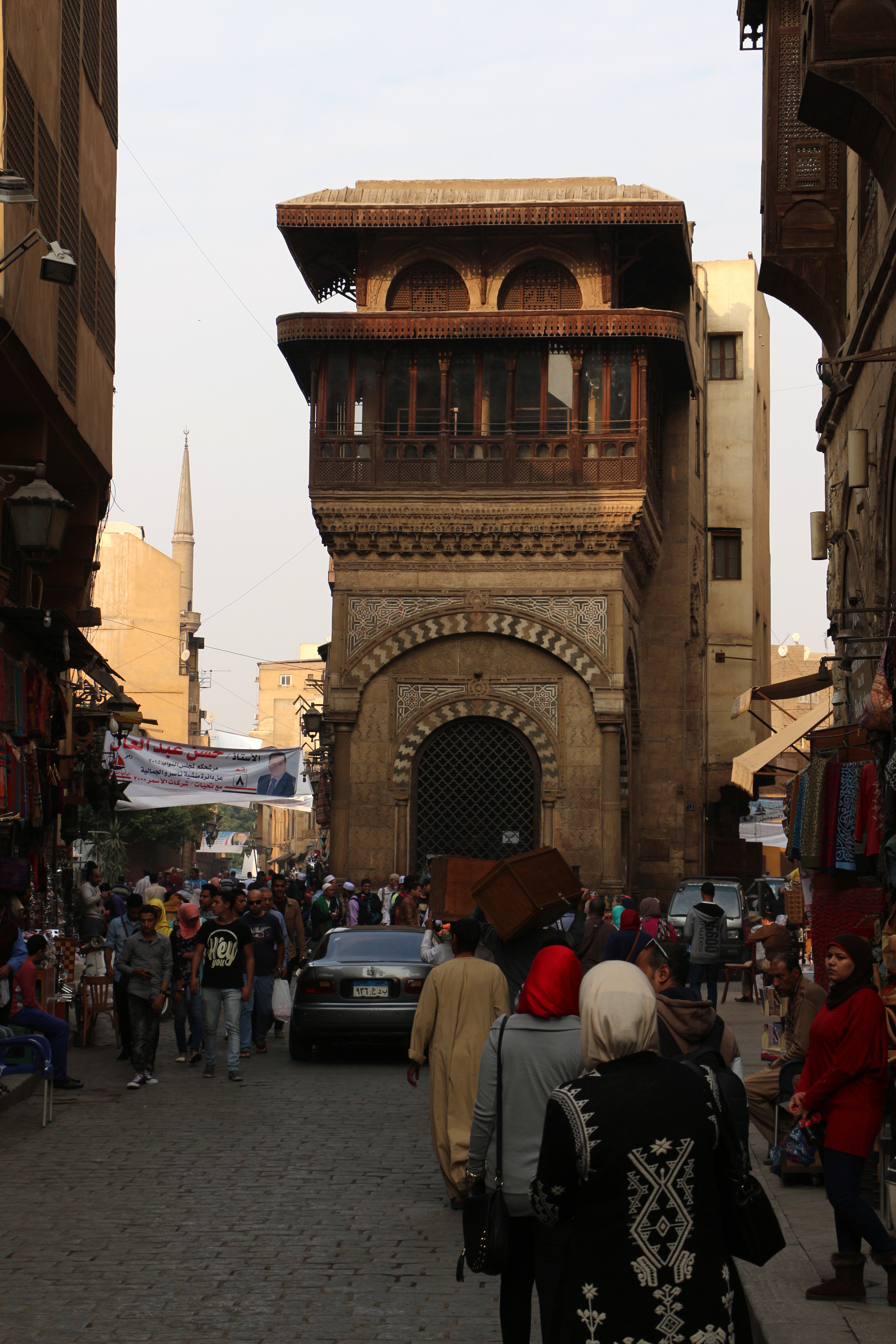
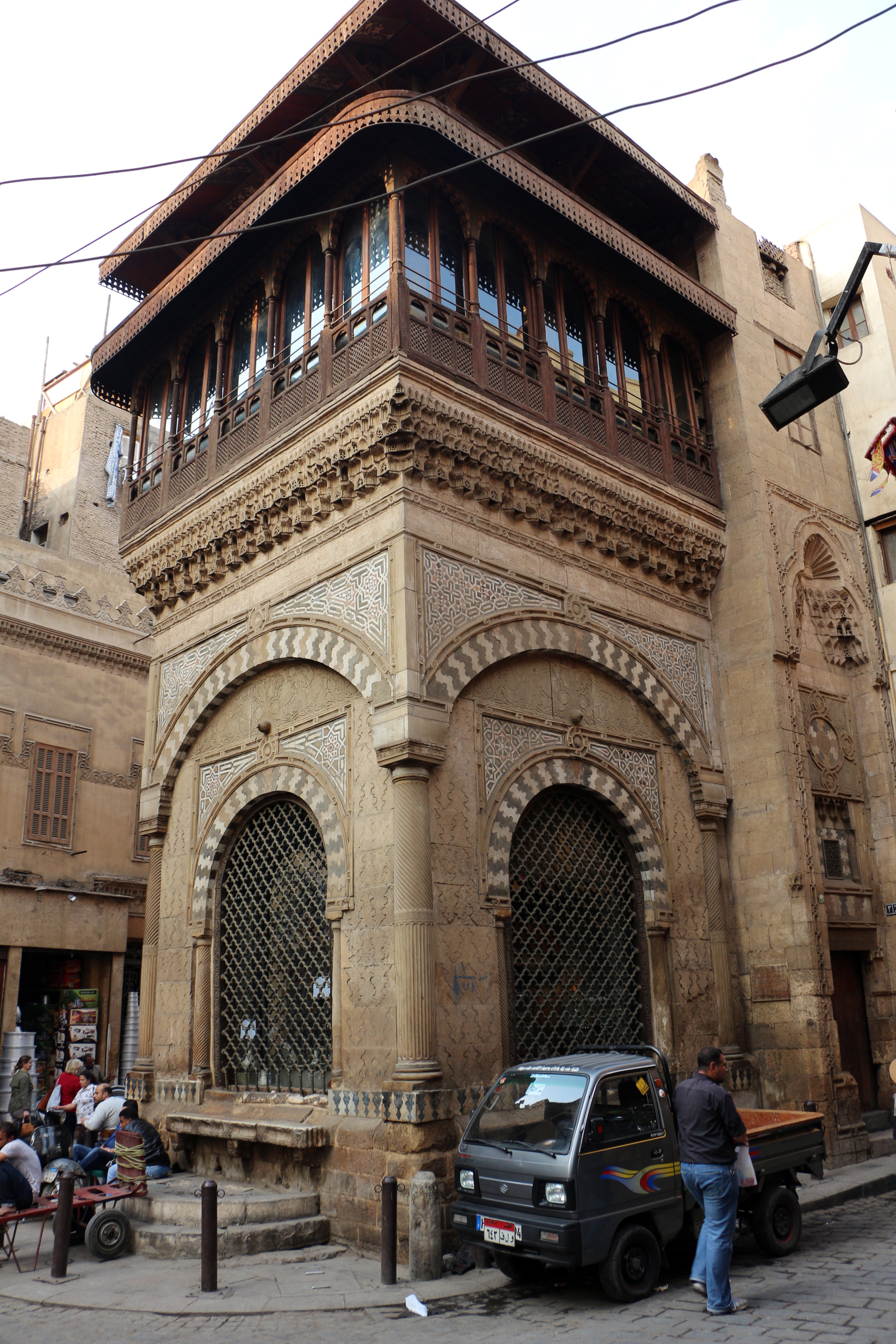
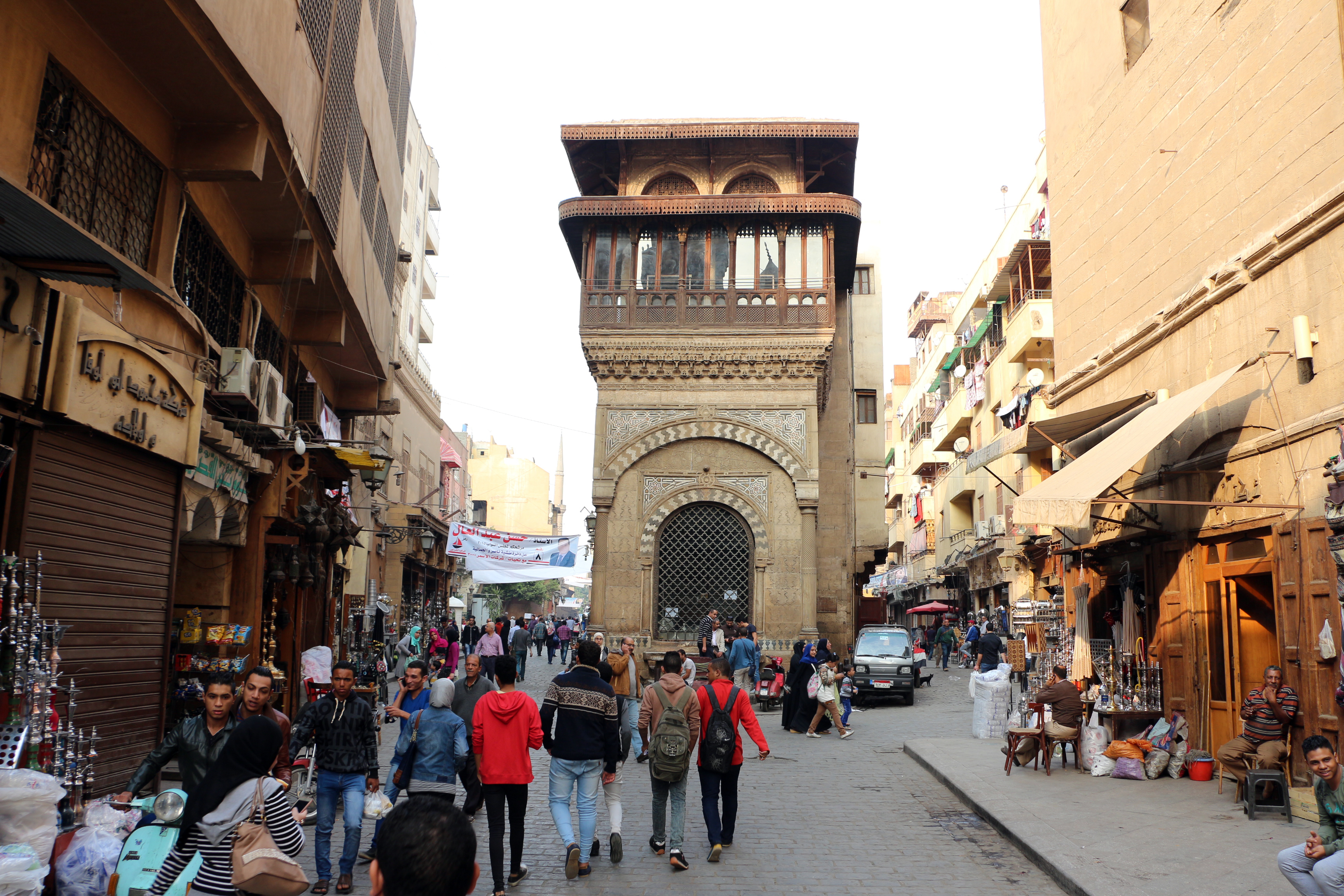
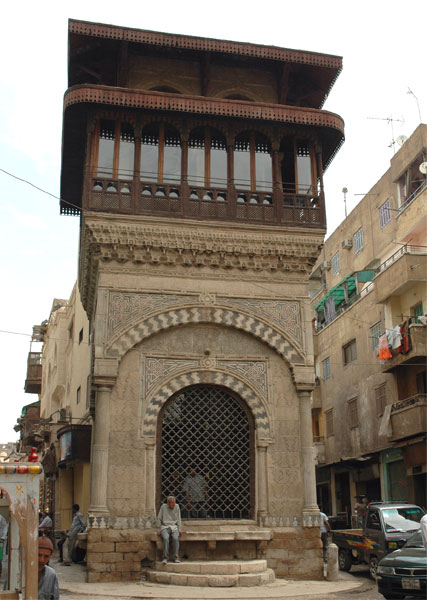
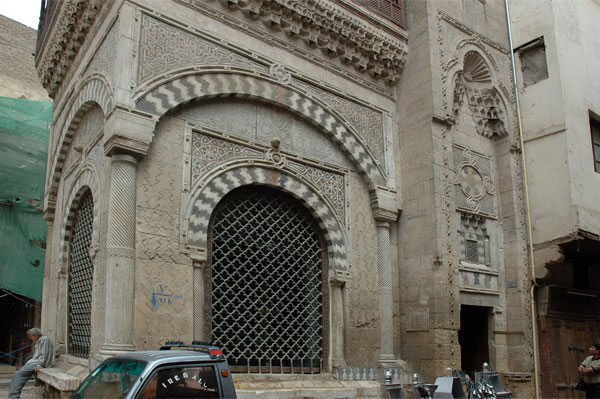
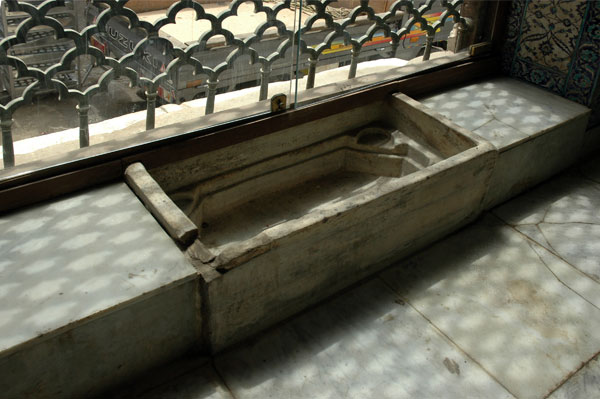
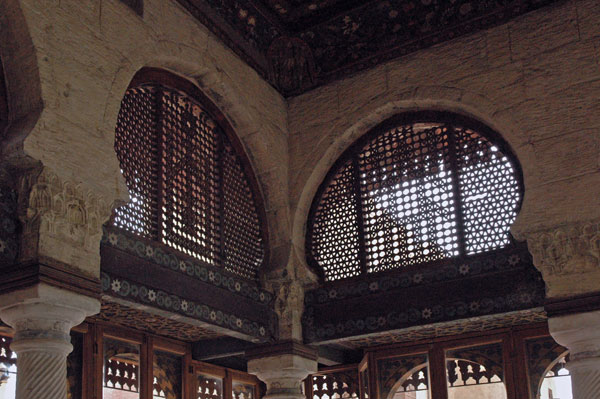
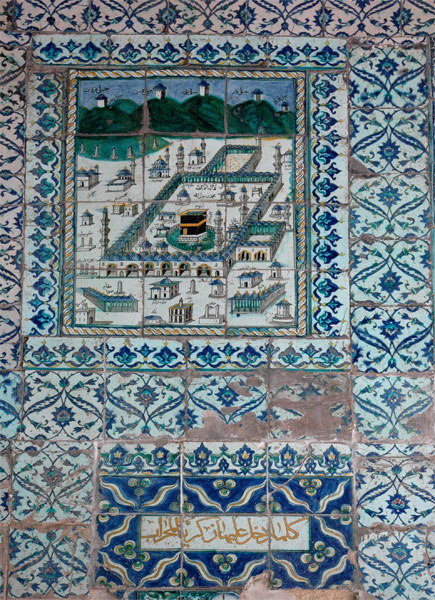
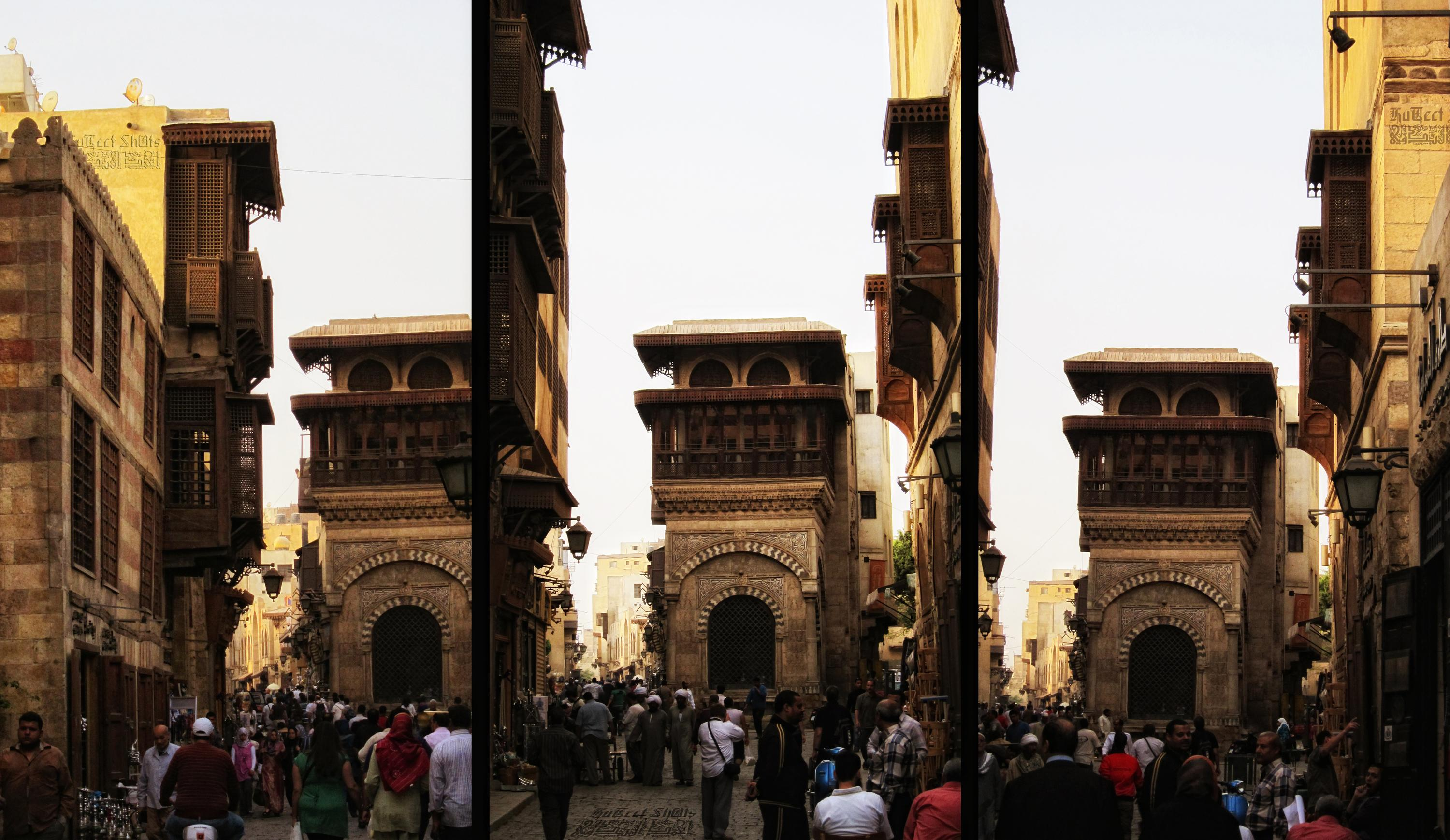
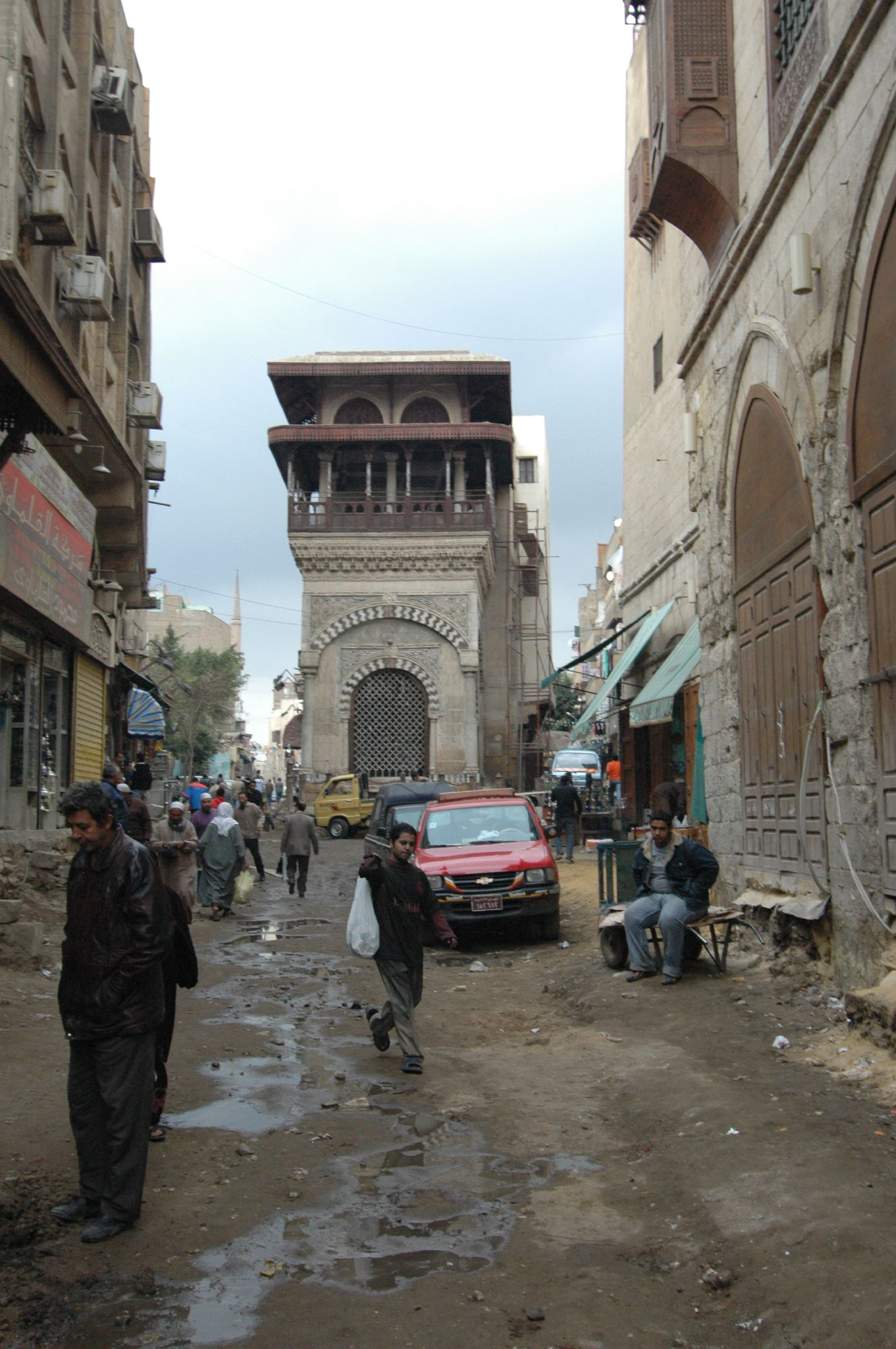
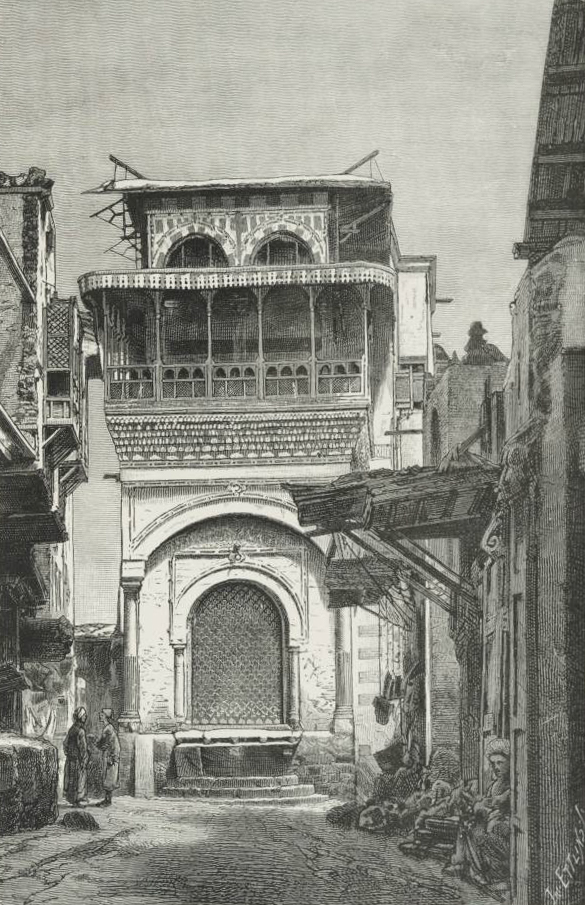
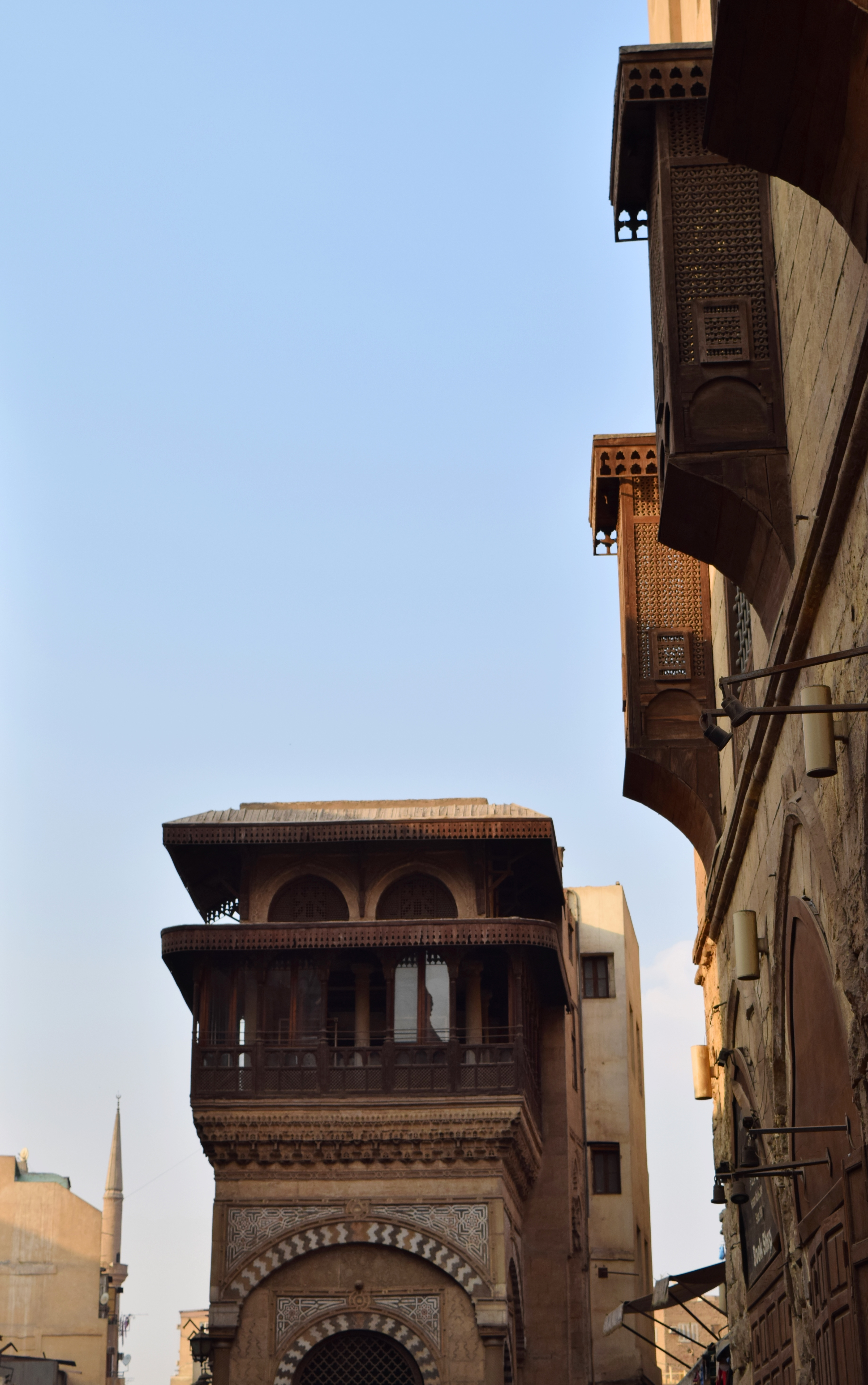
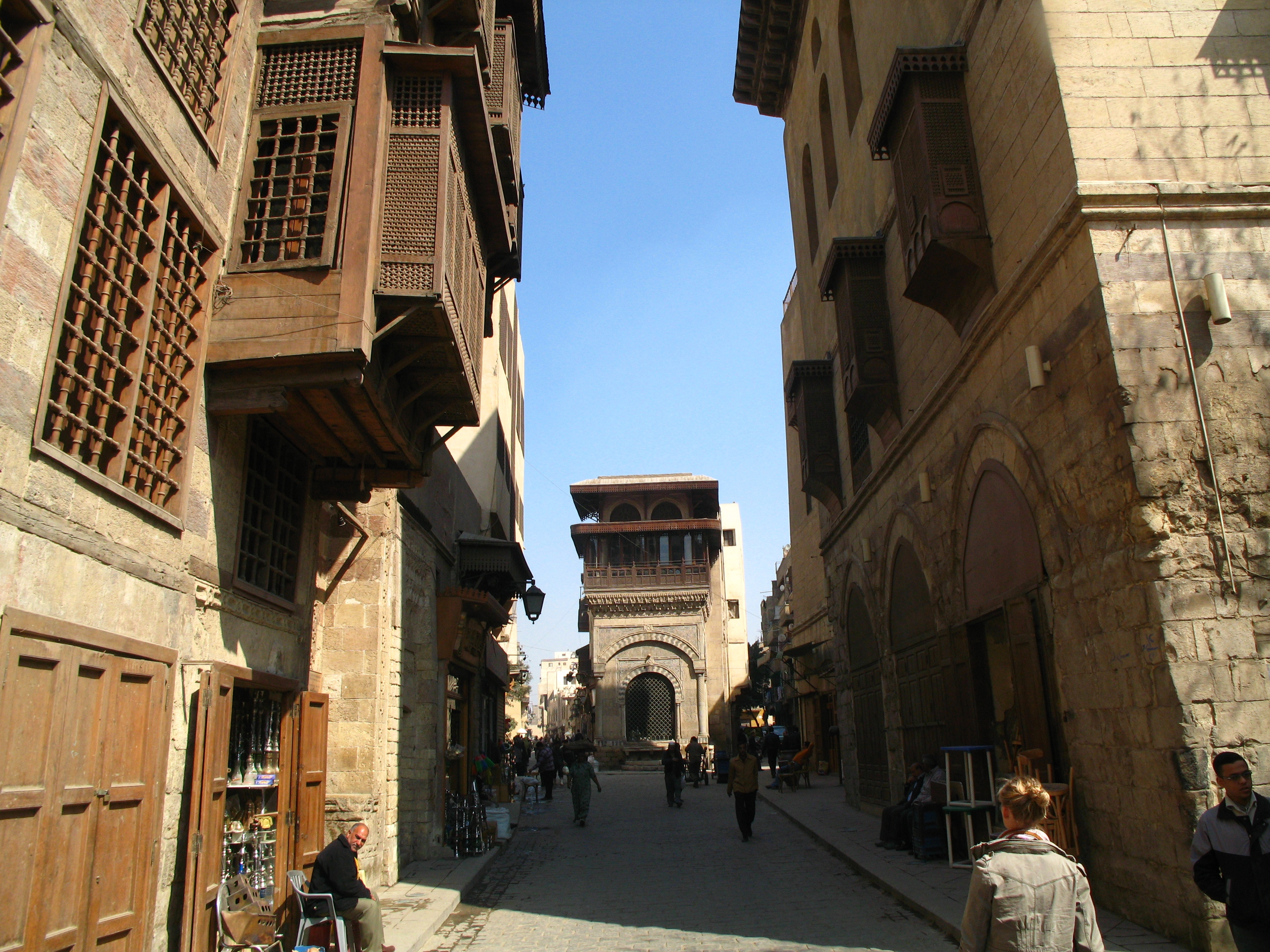
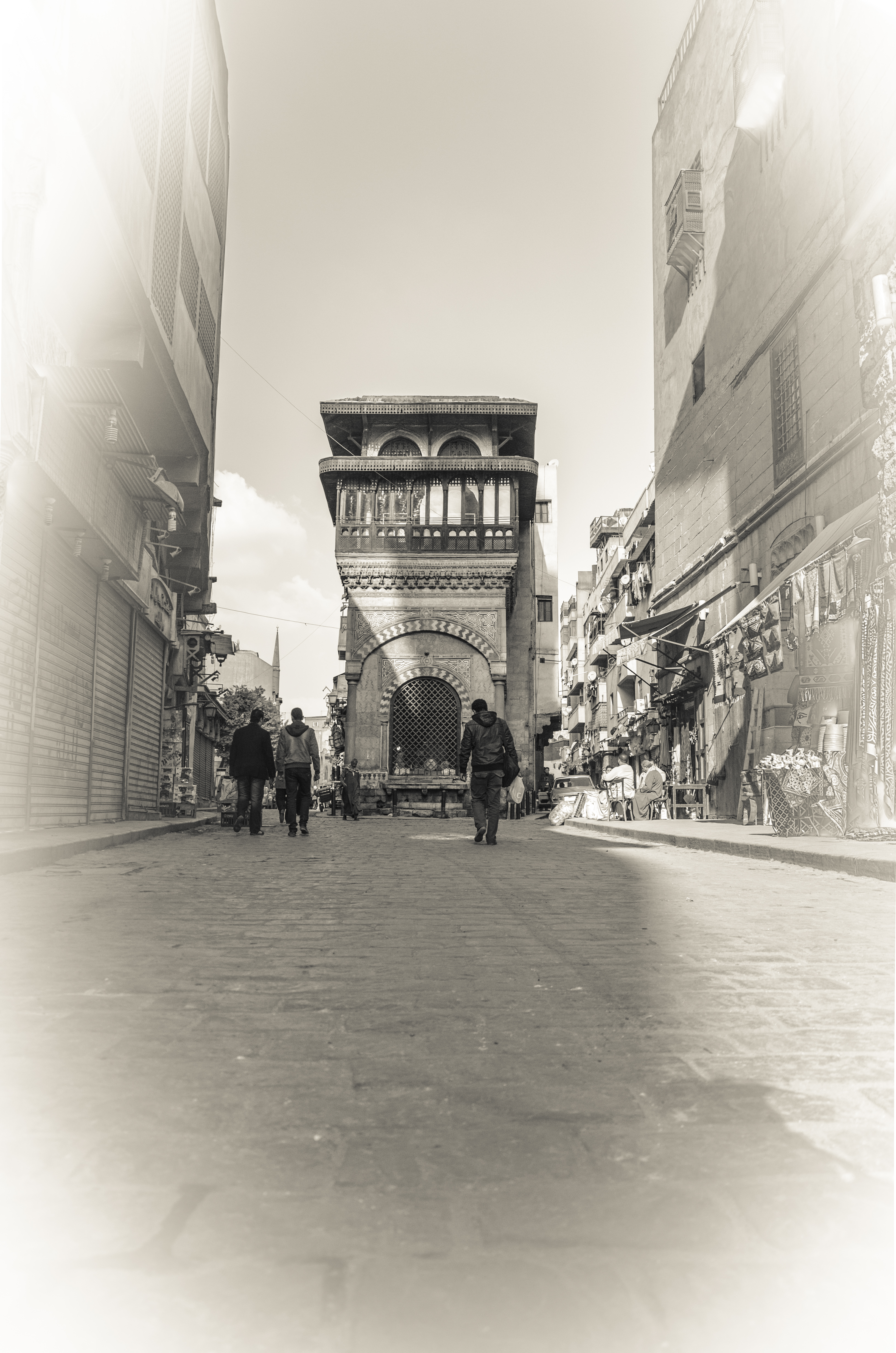
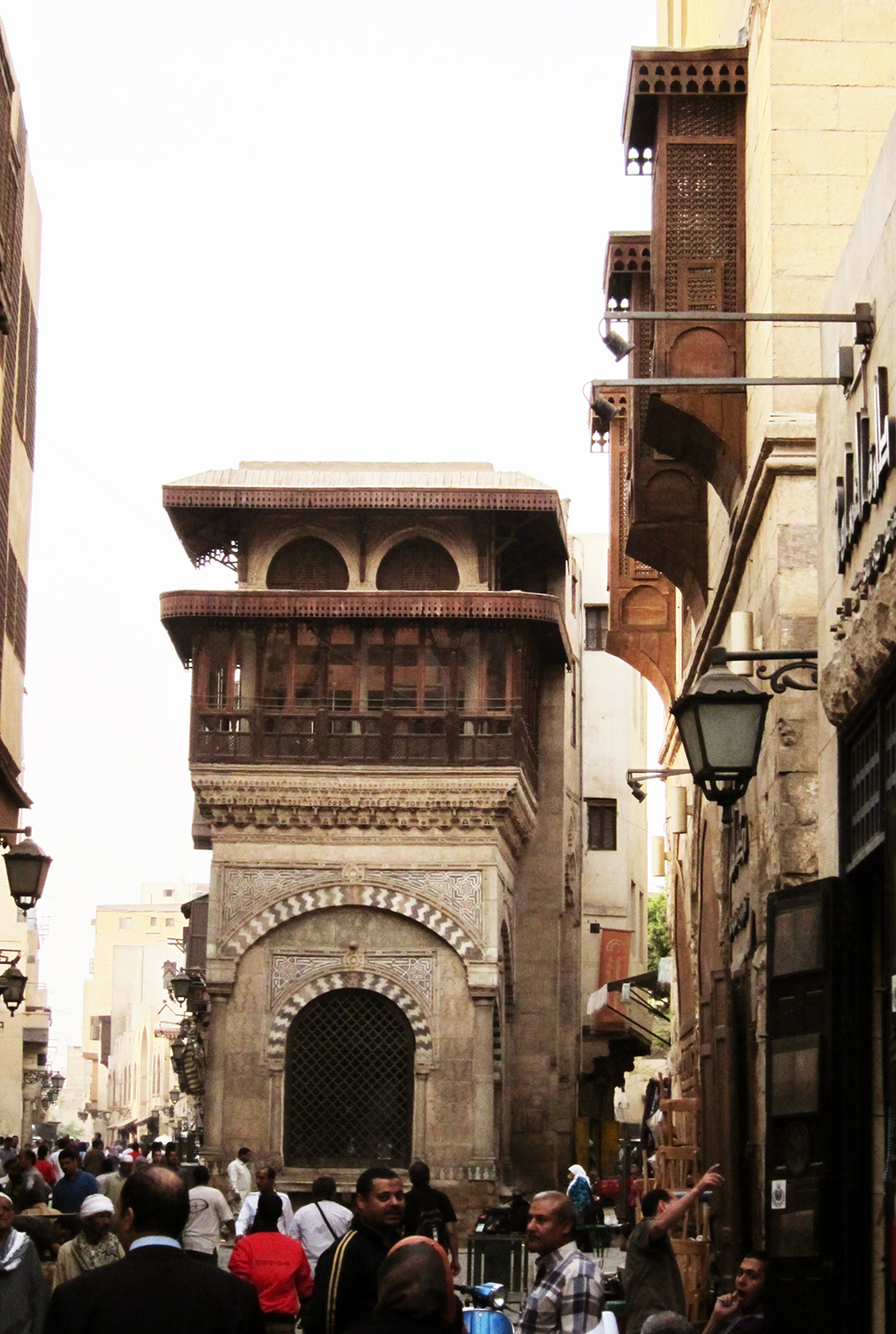
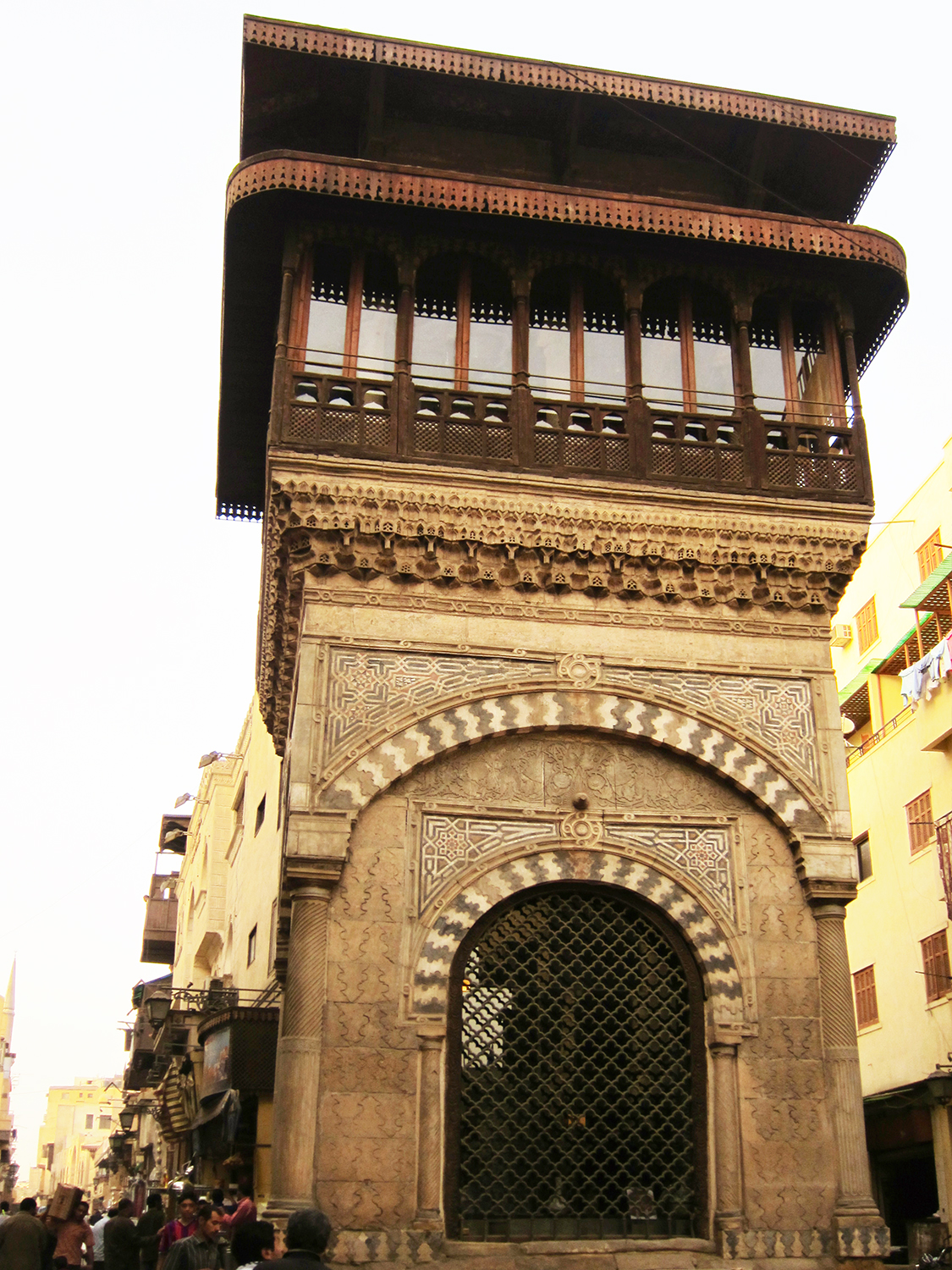
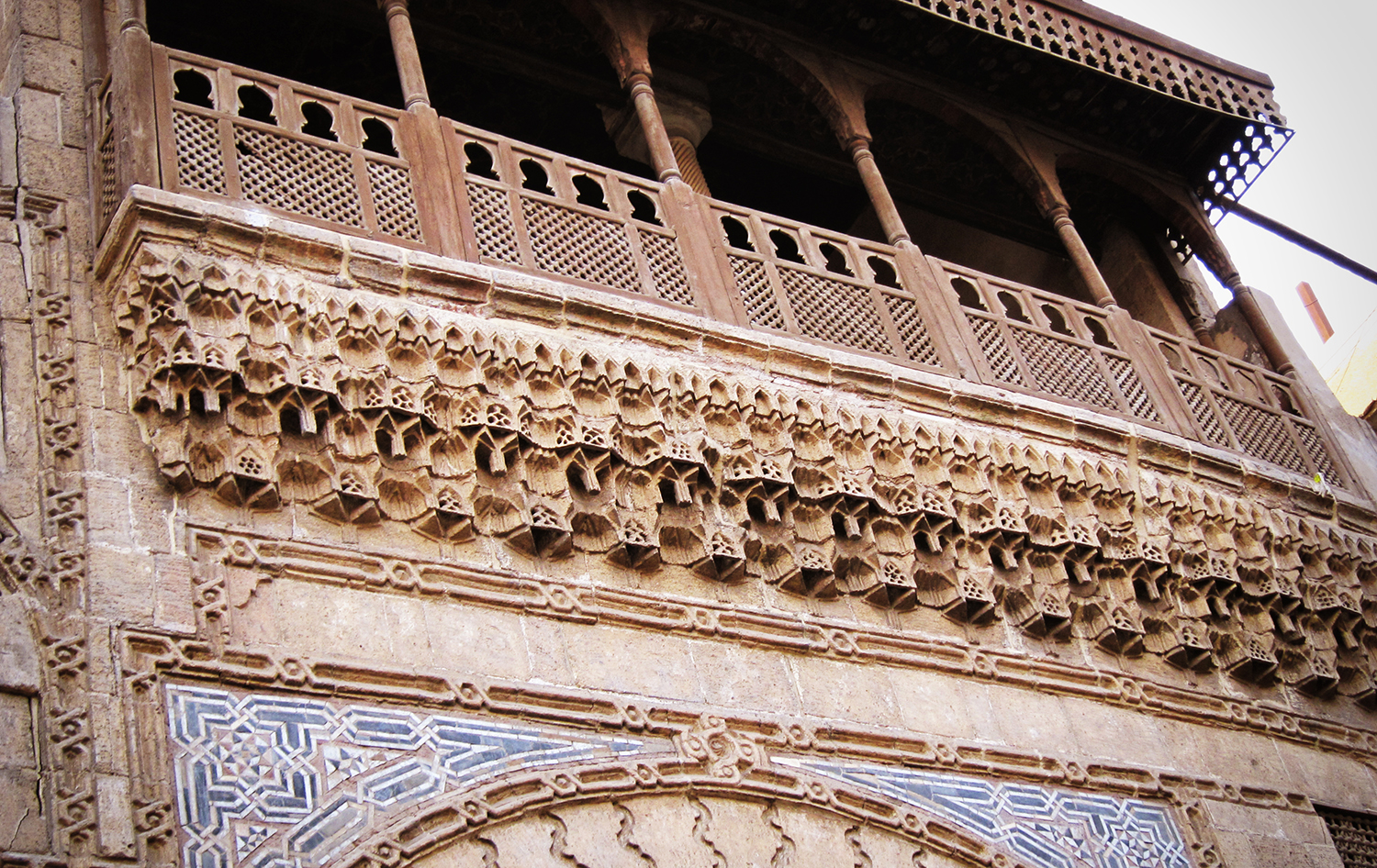